# Фільмографія Ірвінга Каммінгса
У цьому списку наведено фільми американського актора, режисера, сценариста та продюсера Ірвінга Каммінгса.

## Актор
| - Диявол і міс Джонс / The Devil and Miss Jones (1941) - Спальня для дівчат / Girls` Dormitory (1936) - Як бажає чоловік / As Man Desires (1925) - Руперт з Генцау / Rupert of Hentzau (1923) - Вічний вогонь / The Eternal Flame (1922) - Людина з пекельної річки / The Man from Hell's River (1922) - Кемерон з королівської кінноти / Cameron of the Royal Mounted (1921) - Богохульник / The Blasphemer (1921) - Гаррієт і дурень / Harriet and the Piper (1920) - Секс / Sex (1920) - Підсумок новин / The Round-Up (1920) - Тринадцята заповідь / The Thirteenth Commandment (1920) - Древо пізнання / The Tree of Knowledge (1920) - Йолоп / The Saphead (1920) - Кожна жінка / Everywoman (1919) - Її кодекс честі / Her Code of Honor (1919) - Золотий мандарин / Mandarin's Gold (1919) - Чоловік, жінка і гроші / Men, Women, and Money (1919) - Зґвалтована Вірменія / Ravished Armenia (1919) - Краща дружина / The Better Wife (1919) - Обманщик / The Bluffer (1919) - Великий грішник / The Greater Sinner (1919) - Шрам / The Scar (1919) - Що кожна жінка вивчає / What Every Woman Learns (1919) - Не міняйте свого чоловіка / Don't Change Your Husband (1919) - Секретна служба / Secret Service (1919) - Просто гравці / Merely Players (1918) - Борг честі / The Debt of Honor (1918) - Серце дівчини / The Heart of a Girl (1918) - Людина, яка втручається в чужі справи / The Interloper (1918) - Вічна боротьба / The Struggle Everlasting (1918) - Жінка, яка дала / The Woman Who Gave (1918) - Іграшки долі / Toys of Fate (1918) - Королівська романтика / A Royal Romance (1917) - Американська вдова / An American Widow (1917) - Распутін, чорний монах / Rasputin, the Black Monk (1917) - Сестра проти сестри / Sister Against Sister (1917) - Батіг / The Whip (1917) - Гнів любові / Wrath of Love (1917) - Позолочена клітка / The Gilded Cage (1916) - Прихований шрам / The Hidden Scar (1916) - Полярна романтика / A Polar Romance (1915) - Реалізовані мрії / Dreams Realized (1915) - Діаманти з неба / The Diamond from the Sky (1915) - Стратегія доктора / The Doctor's Strategy (1915) - Щасливий чоловік / The Happier Man (1915) | - Нав'язливі спогади / The Haunting Memory (1915) - Промислова п'явка / A Leech of Industry (1914) - Дамоклів меч / A Sword of Damocles (1914) - Зламане життя / Broken Lives (1914) - Совість / Conscience (1914) - Для її дитини / For Her Child (1914) - З тіні / From the Shadows (1914) - Напередодні Різдва / In the Nick of Time (1914) - Над виступом / Over the Ledge (1914) - Памела Конгрів / Pamela Congreve (1914) - Романтичний світанок / The Dawn of Romance (1914) - Останній доброволець / The Last Volunteer (1914) - Людина без страху / The Man Without Fear (1914) - Посланник смерті / The Messenger of Death (1914) - Таємниця ціною в мільйон доларів / The Million Dollar Mystery (1914) - Троє з нас / The Three of Us (1914) - Хатина дядька Тома / Uncle Tom's Cabin (1914) - Жорстока підозра / A Cruel Suspicion (1913) - Попіл / Ashes (1913) - Обов'язок і людина / Duty and the Man (1913) - Заручники / Held for Ransom (1913) - Італійська любов / Italian Love (1913) - Лондонська гарантія / London Assurance (1913) - Успіх / Success (1913) - Дзвони / The Bells (1913) - Великий бос / The Big Boss (1913) - Боротьба за права / The Fight for Right (1913) - Палець долі / The Finger of Fate (1913) - Захист судді / The Judge's Vindication (1913) - Шибайголова з гір / The Madcap of the Hills (1913) - Головний зломщик / The Master Cracksman (1913) - Зникле кільце / The Missing Ring (1913) - Лідер страйку / The Strike Leader (1913) - Заплутана павутина / The Tangled Web (1913) - Жінка, яка знала / The Woman Who Knew (1913) - Дама з камеліями / Camille (1912) - Дон Сезар де Базан / Don Caesar de Bazan (1912) - Гай Меннерінг / Guy Mannering (1912) - Пробудження місіс Олден / Mrs. Alden's Awakening (1912) - Вогні совісті / The Fires of Conscience (1912) - Циганська наречена / The Gypsy Bride (1912) - Життя Буффало Білла / The Life of Buffalo Bill (1912) - Тельма / Thelma (1912) - Діва з Ніагари / The Maid of Niagara (1910) - Янкі дівчина / The Yankee Girl (1910) |

## Режисер
| - Подвійний динаміт / Double Dynamite (1951) - Сестрички Доллі / The Dolly Sisters (1945) - Нетерплячі роки / The Impatient Years (1944) - Мила Розі О'Грейді / Sweet Rosie O'Grady (1943) - Яка жінка! / What a Woman! (1943) - Весна в скелястих горах / Springtime in the Rockies (1942) - Моя дівчина Сел / My Gal Sal (1942) - Белль Старр / Belle Starr (1941) - Луїзіанська покупка / Louisiana Purchase (1941) - Та ніч у Ріо / That Night in Rio (1941) - Навіть по-аргентинськи / Down Argentine Way (1940) - Ліліан Рассел / Lillian Russell (1940) - Все відбувається вночі / Everything Happens at Night (1939) - Голлівудська кавалькада / Hollywood Cavalcade (1939) - Джессі Джеймс. Герой поза часом / Jesse James (1939) - Історія Александра Ґрема Белла / The Story of Alexander Graham Bell (1939) - За рогом / Just Around the Corner (1938) - Маленька міс Бродвей / Little Miss Broadway (1938) - Весела карусель з 1938 / Merry Go Round of 1938 (1937) - Вок 1938 року / Vogues of 1938 (1937) - Білий мисливець / White Hunter (1936) - Бідна, маленька багата дівчинка / Poor Little Rich Girl (1936) - Дурнів немає / Nobody's Fool (1936) - Спальня для дівчат / Girls` Dormitory (1936) - Кучерява / Curly Top (1935) - Цей маленький світ / It's a Small World (1935) - Гран-Канарія / Grand Canary (1934) - Я вірив тобі / I Believed in You (1934) - Парад білих халатів / The White Parade (1934) | - Полювання на людину / Man Hunt (1933) - Жінка, яку я викрав / The Woman I Stole (1933) - Божевільна гра / The Mad Game (1933) - Адвокат для захисту / Attorney for the Defense (1932) - Чоловік проти жінки / Man Against Woman (1932) - Святий терор / A Holy Terror (1931) - Сіско Кід / The Cisco Kid (1931) - Диявол з жінкою / A Devil with Women (1930) - Камео Кібрі / Cameo Kirby (1930) - На рівні / On the Level (1930) - Не зовсім пристойний / Not Quite Decent (1929) - У старій Аризоні / In Old Arizona (1928) - Одягнений убивати / Dressed to Kill (1928) - Шелест для Купідона / Rustling for Cupid (1926) - Опівнічний поцілунок / The Midnight Kiss (1926) - Повінь у Джонстауні / The Johnstown Flood (1926) - Як бажає чоловік / As Man Desires (1925) - Сліпе захоплення / Infatuation (1925) - Квітка пустелі / The Desert Flower (1925) - Шосе дурнів / Fools` Highway (1924) - У житті кожної жінки / In Every Woman's Life (1924) - Вершники / Riders Up (1924) - Викрадені таємниці / Stolen Secrets (1924) - Роза з Парижа / The Rose of Paris (1924) - Розбиті серця Бродвею / Broken Hearts of Broadway (1923) - Іст-сайд — Вест-сайд / East Side — West Side (1923) - Плоть і кров / Flesh and Blood (1922) - Повернено / Paid Back (1922) |

## Продюсер
- Нетерплячі роки / The Impatient Years (1944)
- Яка жінка! / What a Woman! (1943)
- Розбиті серця Бродвею / Broken Hearts of Broadway (1923)
- Іст-сайд — Вест-сайд / East Side — West Side (1923)
- Плоть і кров / Flesh and Blood (1922)
- Людина з пекельної річки / The Man from Hell's River (1922)

## Сценарист
- Одягнений убивати / Dressed to Kill (1928)
- Людина з пекельної річки / The Man from Hell's River (1922)
- Борг його брата / His Brother's Debt (1915)
- Знедолений / The Derelict (1915)
- Нав'язливі спогади / The Haunting Memory (1915)
- Совість / Conscience (1914)